# 1979-es ifjúsági labdarúgó-világbajnokság
Az 1979-es ifjúsági labdarúgó-világbajnokság volt a második ilyen jellegű vb. Augusztus 25. és szeptember 7. között rendezték Japánban. Ezen a világbajnokságon már 32 mérkőzést rendeztek, a csoportok első két helyezettje jutott tovább.

## Csoportkör
A csoportok első két helyezettje jutott a negyeddöntőbe, ahonnan egyenes kieséses rendszerben folytatódott a torna.
| Jelmagyarázat                                                            |
| ------------------------------------------------------------------------ |
| A csoportok első két helyezettje bejutott az egyenes kieséses szakaszba. |
| A csoportok harmadik és negyedik helyezettjei kiestek.                   |

### A csoport
| Csapat        | M | Gy | D | V | G+ | G– | Gk | P |
| ------------- | - | -- | - | - | -- | -- | -- | - |
| Spanyolország | 3 | 2  | 0 | 1 | 3  | 2  | +1 | 4 |
| Algéria       | 3 | 1  | 2 | 0 | 2  | 1  | +1 | 4 |
| Mexikó        | 3 | 0  | 2 | 1 | 3  | 4  | –1 | 2 |
| Japán         | 3 | 0  | 2 | 1 | 1  | 2  | –1 | 2 |

| 1979. augusztus 25. 16:20 |

| Mexikó        | 1–1               | Algéria  |
| ------------- | ----------------- | -------- |
| Hernández 24' | (1–0) Jegyzőkönyv | Jáhi 67' |

| Olimpiai stadion, Tokió Nézőszám: 30 000 Játékvezető: Anatoly Milchenko (szovjet) |

| 1979. augusztus 25. 19:00 |

| Japán | 0–1               | Spanyolország |
| ----- | ----------------- | ------------- |
|       | (0–0) Jegyzőkönyv | Zúñiga 51'    |

| Olimpiai stadion, Tokió Nézőszám: 30 000 Játékvezető: Marjan Rauš (jugoszláv) |

| 1979. augusztus 27. 16:20 |

| Spanyolország                | 2–1               | Mexikó   |
| ---------------------------- | ----------------- | -------- |
| Paichardo 8' Gail Martín 74' | (1–0) Jegyzőkönyv | Díaz 56' |

| Olimpiai stadion, Tokió Nézőszám: 28 000 Játékvezető: José Roberto Wright (brazil) |

| 1979. augusztus 27. 19:05 |

| Algéria | 0–0         | Japán |
| ------- | ----------- | ----- |
|         | Jegyzőkönyv |       |

| Olimpiai stadion, Tokió Nézőszám: 32 000 Játékvezető: Héctor Ortíz (paraguayi) |

| 1979. augusztus 29. 16:20 |

| Spanyolország | 0–1               | Algéria          |
| ------------- | ----------------- | ---------------- |
|               | (0–1) Jegyzőkönyv | Bendjaballah 15' |

| Olimpiai stadion, Tokió Nézőszám: 20 000 Játékvezető: Kosasih Kartadiredia (indonéz) |

| 1979. augusztus 29. 19:00 |

| Japán        | 1–1               | Mexikó     |
| ------------ | ----------------- | ---------- |
| Mizunuma 58' | (0–0) Jegyzőkönyv | Romero 69' |

| Olimpiai stadion, Tokió Nézőszám: 38 000 Játékvezető: Pádár László (magyar) |

### B csoport
| Csapat        | M | Gy | D | V | G+ | G– | Gk   | P |
| ------------- | - | -- | - | - | -- | -- | ---- | - |
| Argentína     | 3 | 3  | 0 | 0 | 10 | 1  | +9   | 6 |
| Lengyelország | 3 | 2  | 0 | 1 | 9  | 4  | +5   | 4 |
| Jugoszlávia   | 3 | 1  | 0 | 2 | 5  | 3  | +2   | 2 |
| Indonézia     | 3 | 0  | 0 | 3 | 0  | 16 | – 16 | 0 |

| 1979. augusztus 26. 16:20 |

| Lengyelország             | 2–0               | Jugoszlávia |
| ------------------------- | ----------------- | ----------- |
| Pałasz 49' Frankowski 76' | (0–0) Jegyzőkönyv |             |

| Omiya Stadion, Omiya Nézőszám: 14 000 Játékvezető: Augusztuso Lamo Castillo (spanyol) |

| 1979. augusztus 26. 19:00 |

| Argentína                         | 5–0               | Indonézia |
| --------------------------------- | ----------------- | --------- |
| Díaz 10' 23' 25' Maradona 19' 39' | (5–0) Jegyzőkönyv |           |

| Omiya Stadion, Omiya Nézőszám: 15 500 Játékvezető: Rolando Fusco (kanadai) |

| 1979. augusztus 28. 16:20 |

| Jugoszlávia | 0–1               | Argentína    |
| ----------- | ----------------- | ------------ |
|             | (0–0) Jegyzőkönyv | Escudero 55' |

| Omiya Stadion, Omiya Nézőszám: 9500 Játékvezető: André Daina (svájci) |

| 1979. augusztus 28. 19:00 |

| Indonézia | 0–6               | Lengyelország                                    |
| --------- | ----------------- | ------------------------------------------------ |
|           | (0–5) Jegyzőkönyv | Pałasz 11' 37' Janiec 12' Baran 22' 31' Buda 73' |

| Omiya Stadion, Omiya Nézőszám: 9000 Játékvezető: Kazuo Yasudo (japán) |

| 1979. augusztus 30. 16:20 |

| Lengyelország | 1–4               | Argentína                              |
| ------------- | ----------------- | -------------------------------------- |
| Pałasz 27'    | (1–3) Jegyzőkönyv | Maradona 7' Calderón 23' 70' Simón 35' |

| Omiya Stadion, Omiya Nézőszám: 12 500 Játékvezető: Marcel van Langenhove (belga) |

| 1979. augusztus 30. 19:00 |

| Jugoszlávia                                      | 5–0               | Indonézia |
| ------------------------------------------------ | ----------------- | --------- |
| Smajic 5' 77' Milosavljevic 19' 63' Mlinaric 73' | (2–0) Jegyzőkönyv |           |

| Omiya Stadion, Omiya Nézőszám: 7500 Játékvezető: Aszami Tosio (japán) |

### C csoport
| Csapat     | M | Gy | D | V | G+ | G– | Gk | P |
| ---------- | - | -- | - | - | -- | -- | -- | - |
| Paraguay   | 3 | 2  | 0 | 1 | 6  | 1  | +5 | 4 |
| Portugália | 3 | 1  | 1 | 1 | 2  | 3  | –1 | 3 |
| Dél-Korea  | 3 | 1  | 1 | 1 | 1  | 3  | –2 | 3 |
| Kanada     | 3 | 1  | 0 | 2 | 3  | 5  | –2 | 2 |

| 1979. augusztus 25. 16:20 |

| Kanada                  | 3–1               | Portugália |
| ----------------------- | ----------------- | ---------- |
| Segota 7', 66' Nagy 79' | (1–0) Jegyzőkönyv | Grilo 46'  |

| Chuo Stadion, Kóbe Nézőszám: 10 000 Játékvezető: Juan Daniel Cardellino (uruguayi) |

| 1979. augusztus 25. 19:00 |

| Paraguay                  | 3–0               | Dél-Korea |
| ------------------------- | ----------------- | --------- |
| Romero 5' Cabañas 70' 74' | (1–0) Jegyzőkönyv |           |

| Chuo Stadion, Kóbe Nézőszám: 13 000 Játékvezető: Mohammed Hanszál (algériai) |

| 1979. augusztus 27. 16:20 |

| Portugália   | 1–0               | Paraguay |
| ------------ | ----------------- | -------- |
| Ferreira 23' | (1–0) Jegyzőkönyv |          |

| Chuo Stadion, Kóbe Nézőszám: 5000 Játékvezető: Alojzy Jarguz (lengyel) |

| 1979. augusztus 27. 19:00 |

| Dél-Korea      | 1–0               | Kanada |
| -------------- | ----------------- | ------ |
| Lee Tae-Ho 63' | (0–0) Jegyzőkönyv |        |

| Chuo Stadion, Kóbe Nézőszám: 5000 Játékvezető: George Joseph (malajziai) |

| 1979. augusztus 29. 16:20 |

| Kanada | 0–3               | Paraguay                 |
| ------ | ----------------- | ------------------------ |
|        | (0–2) Jegyzőkönyv | Romero 37' 58' Isasi 40' |

| Chuo Stadion, Kóbe Nézőszám: 7500 Játékvezető: Morisaburo Kuramochi (japán) |

| 1979. augusztus 29. 19:00 |

| Portugália | 0–0         | Dél-Korea |
| ---------- | ----------- | --------- |
|            | Jegyzőkönyv |           |

| Chuo Stadion, Kóbe Nézőszám: 7500 Játékvezető: Lamberto Rubio Vázquez (mexikói) |

### D csoport
| Csapat       | M | Gy | D | V | G+ | G– | Gk  | P |
| ------------ | - | -- | - | - | -- | -- | --- | - |
| Uruguay      | 3 | 3  | 0 | 0 | 8  | 0  | +8  | 6 |
| Szovjetunió  | 3 | 2  | 0 | 1 | 8  | 2  | +6  | 4 |
| Magyarország | 3 | 1  | 0 | 2 | 3  | 7  | –4  | 2 |
| Guinea       | 3 | 0  | 0 | 3 | 0  | 10 | –10 | 0 |

| 1979. augusztus 26. 16:20 |

| Szovjetunió                                           | 5–1               | Magyarország |
| ----------------------------------------------------- | ----------------- | ------------ |
| Ponomarov 24' Sztukasov 41' Zavarov 57' Taran 71' 78' | (1–1) Jegyzőkönyv | Kardos 9'    |

| Jokohama Stadion, Jokohama Nézőszám: 7000 Játékvezető: Arturo Ithurralde (argentin) |

| 1979. augusztus 26. 19:00 |

| Uruguay                                      | 5–0               | Guinea |
| -------------------------------------------- | ----------------- | ------ |
| Molina 7' Revelez 22' 74' Paz 53' Vargas 76' | (2–0) Jegyzőkönyv |        |

| Jokohama Stadion, Jokohama Nézőszám: 8000 Játékvezető: Melvyn D'Souza (indiai) |

| 1979. augusztus 28. 16:20 |

| Magyarország | 0–2               | Uruguay            |
| ------------ | ----------------- | ------------------ |
|              | (0–2) Jegyzőkönyv | Vargas 23' Paz 35' |

| Jokohama Stadion, Jokohama Nézőszám: 4000 Játékvezető: Marcel van Langenhove (belga) |

| 1979. augusztus 28. 19:00 |

| Guinea | 0–3               | Szovjetunió                                 |
| ------ | ----------------- | ------------------------------------------- |
|        | (0–1) Jegyzőkönyv | Olefirenko 6' Mihalevszkij 59' Ragyenko 80' |

| Jokohama Stadion, Jokohama Nézőszám: 4000 Játékvezető: Suk Han-Kyu (dél-koreai) |

| 1979. augusztus 30. 16:20 |

| Szovjetunió | 0–1               | Uruguay      |
| ----------- | ----------------- | ------------ |
|             | (0–0) Jegyzőkönyv | Martínez 66' |

| Jokohama Stadion, Jokohama Nézőszám: 5000 Játékvezető: Cesar Correia (portugál) |

| 1979. augusztus 30. 19:00 |

| Magyarország                 | 2–0               | Guinea |
| ---------------------------- | ----------------- | ------ |
| Segesvári 17' Kerepeczky 80' | (1–0) Jegyzőkönyv |        |

| Jokohama Stadion, Jokohama Nézőszám: 5000 Játékvezető: Thomson Chan (hongkongi) |

## Egyenes kieséses szakasz
|  |                          |               |                      |                       |   |               |                       |                       |                       |                       |               |       |       |
|  | Negyeddöntők             | Negyeddöntők  | Negyeddöntők         |                       |   | Elődöntők     | Elődöntők             | Elődöntők             |                       |                       | Döntő         | Döntő | Döntő |
|  | Negyeddöntők             | Negyeddöntők  | Negyeddöntők         |                       |   | Elődöntők     | Elődöntők             | Elődöntők             |                       |                       | Döntő         | Döntő | Döntő |
|  | szeptember 2. – Tokió    |               |                      |                       |   |               |                       |                       |                       |                       |               |       |       |
|  |                          |               |                      |                       |   |               |                       |                       |                       |                       |               |       |       |
|  | B1                       | Argentína     | 5                    |                       |   |               |                       |                       |                       |                       |               |       |       |
|  | B1                       | Argentína     | 5                    | szeptember 4. – Tokió |   |               |                       |                       |                       |                       |               |       |       |
|  | A2                       | Algéria       | 0                    |                       |   |               |                       |                       |                       |                       |               |       |       |
|  | A2                       | Algéria       | 0                    |                       |   | Argentína     | Argentína             | 2                     |                       |                       |               |       |       |
|  | szeptember 2. – Jokohama |               |                      |                       |   | Argentína     | Argentína             | 2                     |                       |                       |               |       |       |
|  |                          |               | Uruguay              | Uruguay               | 0 |               |                       |                       |                       |                       |               |       |       |
|  | D1                       | Uruguay       | Uruguay              | Uruguay               | 0 | 1             |                       |                       |                       |                       |               |       |       |
|  | D1                       | Uruguay       |                      |                       |   | 1             | szeptember 7. – Tokió |                       |                       |                       |               |       |       |
|  | C2                       | Portugália    | 0                    |                       |   |               |                       |                       |                       |                       |               |       |       |
|  | C2                       | Portugália    | 0                    |                       |   | Argentína     | Argentína             | 3                     |                       |                       |               |       |       |
|  | szeptember 2. – Omiya    |               |                      |                       |   | Argentína     | Argentína             | 3                     |                       |                       |               |       |       |
|  |                          |               | Szovjetunió          | Szovjetunió           | 1 |               |                       |                       |                       |                       |               |       |       |
|  | A1                       | Spanyolország | Szovjetunió          | Szovjetunió           | 1 | 0 (3)         |                       |                       |                       |                       |               |       |       |
|  | A1                       | Spanyolország | szeptember 4. – Kóbe |                       |   | 0 (3)         |                       |                       |                       |                       |               |       |       |
|  | B2                       | Lengyelország | 0 (4)                |                       |   |               |                       |                       |                       |                       |               |       |       |
|  | B2                       | Lengyelország | 0 (4)                |                       |   | Lengyelország | Lengyelország         | 0                     | Bronzmérkőzés         | Bronzmérkőzés         | Bronzmérkőzés |       |       |
|  | szeptember 2. – Kóbe     |               |                      |                       |   | Lengyelország | Lengyelország         | 0                     | Bronzmérkőzés         | Bronzmérkőzés         | Bronzmérkőzés |       |       |
|  |                          |               | Szovjetunió          | Szovjetunió           | 1 |               |                       | szeptember 6. – Tokió | szeptember 6. – Tokió | szeptember 6. – Tokió |               |       |       |
|  | C1                       | Paraguay      | Szovjetunió          | Szovjetunió           | 1 | 2 (5)         |                       | szeptember 6. – Tokió | szeptember 6. – Tokió | szeptember 6. – Tokió |               |       |       |
|  | C1                       | Paraguay      |                      |                       |   |               |                       | Uruguay               | Uruguay               | 1 (5)                 |               |       |       |
|  | D2                       | Szovjetunió   | 2 (6)                |                       |   |               |                       | Uruguay               | Uruguay               | 1 (5)                 |               |       |       |
|  | D2                       | Szovjetunió   | 2 (6)                |                       |   | Lengyelország | Lengyelország         | 1 (3)                 |                       |                       |               |       |       |
|  |                          |               |                      |                       |   | Lengyelország | Lengyelország         | 1 (3)                 |                       |                       |               |       |       |

### Negyeddöntők
| 1979. szeptember 2. 19:00 |

| Spanyolország | 0–0 (h. u.) | Lengyelország |
| ------------- | ----------- | ------------- |
|               | Jegyzőkönyv |               |
| Büntetőpárbaj |             |               |
|               | 3–4         |               |

| Omiya Stadion, Omiya Nézőszám: 10 000 Játékvezető: José Roberto Wright (brazil) |

| 1979. szeptember 2. 19:00 |

| Argentína                                  | 5–0               | Algéria |
| ------------------------------------------ | ----------------- | ------- |
| Maradona 25' Calderón 34' Díaz 39' 51' 66' | (3–0) Jegyzőkönyv |         |

| Olimpiai stadion, Tokió Nézőszám: 20 000 Játékvezető: George Joseph (malajziai) |

| 1979. szeptember 2. 19:00 |

| Paraguay                | 2–2 (h. u.)                 | Szovjetunió                 |
| ----------------------- | --------------------------- | --------------------------- |
| Romero 7' Achucarro 22' | (2–1, 2–2, 2–2) Jegyzőkönyv | Dumanszkij 3' Ponomarov 70' |
| Büntetőpárbaj           |                             |                             |
|                         | 5–6                         |                             |

| Chuo Stadion, Kóbe Nézőszám: 8500 Játékvezető: André Daina (svájci) |

| 1979. szeptember 2. 19:00 |

| Uruguay | 1–0 (h. u.)                 | Portugália |
| ------- | --------------------------- | ---------- |
| Paz 94' | (0–0, 0–0, 1–0) Jegyzőkönyv |            |

| Jokohama Stadion, Jokohama Nézőszám: 4000 Játékvezető: Marcel van Langenhove (belga) |

### Elődöntők
| 1979. szeptember 4. 19:00 |

| Argentína             | 2–0               | Uruguay |
| --------------------- | ----------------- | ------- |
| Díaz 52' Maradona 74' | (0–0) Jegyzőkönyv |         |

| Olimpiai stadion, Tokió Nézőszám: 20 000 Játékvezető: Augusztuso Lamo Castillo (spanyol) |

| 1979. szeptember 4. 19:00 |

| Lengyelország | 0–1               | Szovjetunió   |
| ------------- | ----------------- | ------------- |
|               | (0–0) Jegyzőkönyv | Ponomarov 50' |

| Chuo Stadion, Kóbe Nézőszám: 5000 Játékvezető: Marcel van Langenhove (belga) |

### Bronzmérkőzés
| 1979. szeptember 6. 19:00 |

| Uruguay       | 1–1 (h. u.)       | Lengyelország |
| ------------- | ----------------- | ------------- |
| Paz 9'        | (1–1) Jegyzőkönyv | Pałasz 26'    |
| Büntetőpárbaj |                   |               |
|               | 5–3               |               |

| Olimpiai stadion, Tokió Nézőszám: 8000 Játékvezető: Thomson Chan (hongkongi) |

### Döntő
| 1979. szeptember 7. 19:00 |

| Argentína                       | 3–1               | Szovjetunió   |
| ------------------------------- | ----------------- | ------------- |
| Alves 68' Díaz 71' Maradona 76' | (0–0) Jegyzőkönyv | Ponomarov 52' |

| Olimpiai stadion, Tokió Nézőszám: 52 000 Játékvezető: José Roberto Wright (brazil) |

## Díjak
| Az 1979-es ifjúsági labdarúgó-világbajnokság győztese |
| ----------------------------------------------------- |
| · Argentína · 1. cím                                  |

| 2. helyezett | 3. helyezett | 4. helyezett  |
| ------------ | ------------ | ------------- |
| Szovjetunió  | Uruguay      | Lengyelország |

| Arany cipő | Arany labda    | Fair Play Díj |
| ---------- | -------------- | ------------- |
| Ramón Díaz | Diego Maradona | Lengyelország |

## Gólszerzők
| 8 gólos - Ramón Díaz 6 gólos - Diego Maradona 5 gólos - Andrzej Pałasz 4 gólos - Julio César Romero - Ponomarov - Rubén Paz 3 gólos - Gabriel Calderón | 2 gólos - Nedeljko Milosavljevic - Haris Smajic - Branko Segota - Krzysztof Baran - Roberto Cabañas - Oleg Taran - Felipe Revelez - Ernesto Vargas 1 gólos - Derradji Bendjaballah - Hoszín Jáhi - Hugo Alves - Osvaldo Escudero - Juan Simón - Lee Tae-Ho - Takashi Mizunuma - Mario Díaz - Enrique Hernandez - Armando Romero - Marko Mlinaric - Lagos Nagy | 1 gólos (folytatás) - Kazimierz Buda - Krzysztof Frankowski - Jan Janiec - Kardos József - Kerepeczky György - Segesvári Sándor - Julio Achucarro - Ramon Isasi - Rui Ferreira - Joao Grilo - Luis Miguel Gail Martín - Paichardo - Manuel Zúñiga - Jaroszlav Dumanszkij - Vlagyimir Mihalevszkij - Mihail Olefirenko - Anatolij Ragyenko - Szergej Sztukasov - Alekszandr Zavarov - Daniel Martínez - Hector Molina |

## Végeredmény
Az első négy helyezett utáni sorrend nem tekinthető hivatalosnak, mivel ezekért a helyekért nem játszottak mérkőzéseket. Ezért e helyezések meghatározásához az alábbiak lettek figyelembe véve:
1. több szerzett pont (a 11-esekkel eldöntött találkozók a hosszabbítást követő eredménnyel, döntetlenként vannak feltüntetve)
2. jobb gólkülönbség
3. több szerzett gól
4. jobb csoportbeli helyezés

A hazai csapat és Magyarország eltérő háttérszínnel kiemelve.
| Helyezés | Nemzet        | M | Gy | D | V | G+ | G– | Gk  | P  |
| -------- | ------------- | - | -- | - | - | -- | -- | --- | -- |
| Arany    | Argentína     | 6 | 6  | 0 | 0 | 20 | 2  | +18 | 12 |
| Ezüst    | Szovjetunió   | 6 | 3  | 1 | 2 | 12 | 7  | +5  | 7  |
| Bronz    | Uruguay       | 6 | 4  | 1 | 1 | 10 | 3  | +7  | 9  |
| 4.       | Lengyelország | 6 | 2  | 2 | 2 | 10 | 6  | +4  | 6  |
|          |               |   |    |   |   |    |    |     |    |
| 5.       | Paraguay      | 4 | 2  | 1 | 1 | 8  | 3  | +5  | 5  |
| 6.       | Spanyolország | 4 | 2  | 1 | 1 | 3  | 2  | +1  | 5  |
| 7.       | Algéria       | 4 | 1  | 2 | 1 | 2  | 6  | –4  | 4  |
| 8.       | Portugália    | 4 | 1  | 1 | 2 | 2  | 4  | –2  | 3  |
|          |               |   |    |   |   |    |    |     |    |
| 9.       | Dél-Korea     | 3 | 1  | 1 | 1 | 1  | 3  | –2  | 3  |
| 10.      | Jugoszlávia   | 3 | 1  | 0 | 2 | 5  | 3  | +2  | 2  |
| 11.      | Mexikó        | 3 | 0  | 2 | 1 | 3  | 4  | –1  | 2  |
| 12.      | Japán         | 3 | 0  | 2 | 1 | 1  | 2  | –1  | 2  |
| 13.      | Kanada        | 3 | 1  | 0 | 2 | 3  | 5  | –2  | 2  |
| 14.      | Magyarország  | 3 | 1  | 0 | 2 | 3  | 7  | –4  | 2  |
| 15.      | Guinea        | 3 | 0  | 0 | 3 | 0  | 10 | –10 | 0  |
| 16.      | Indonézia     | 3 | 0  | 0 | 3 | 0  | 16 | –16 | 0  |